# Sarah Weddington
Sarah Ragle Weddington (Abilene (Texas), 5 februari 1945 – Austin (Texas), 26 december 2021) was een Amerikaans advocate en hoogleraar. Ze maakte deel uit van de wetgevende macht in de staat Texas.
Ze is voornamelijk bekend door haar rol als vertegenwoordiger van Norma McCorvey in de rechtszaak Roe v. Wade die werd gehouden voor het Hooggerechtshof van de Verenigde Staten. In 1989 kwam er een televisiefilm uit gebaseerd op deze rechtszaak, waarin Weddington werd geportretteerd door Amy Madigan.
Weddington overleed op 76-jarige leeftijd.